# Sam Neill
Nigel John Dermot "Sam" Neill, född 14 september 1947 i Omagh, grevskapet Tyrone, Nordirland, är en nyzeeländsk skådespelare. Neill är bland annat känd för roller i filmer som De sju knivarna - Omen III (1981), Lugnt vatten (1989), Jakten på Röd Oktober (1990), Pianot (1993), som paleontologen Dr Alan Grant i Jurassic Park (1993), som Merlin i Merlin (1998) och som Thomas Wolsey i TV-serien The Tudors (2007). I Sverige är han även känd för Ivanhoe (1982), som visas i svensk TV på nyårsdagen, där han spelar riddaren Brian Guilbert.
Sam Neill är son till Priscilla Beatrice (född Ingham) och Dermot Neill. Hans familj flyttade till södra Nya Zeeland 1954.

## Filmografi (i urval)
- 1977 – Sleeping Dogs
- 1979 – Min lysande karriär
- 1981 – De sju knivarna - Omen III
- 1982 – Ivanhoe (TV-film)
- 1983 – Reilly: Ace of Spies (TV-serie)
- 1982 – Attackstyrka Z
- 1985 – Till varje pris
- 1988 – Ett skrik i mörkret
- 1989 – Lugnt vatten
- 1989 – Franska revolutionen
- 1990 – Jakten på Röd Oktober
- 1991 – Till världens ände
- 1992 – Den osynlige mannen
- 1993 – Pianot
- 1993 – Jurassic Park
- 1993 – Sirens
- 1994 – Simpsons, avsnitt Homer the Vigilante (gäströst i TV-serie)
- 1994 – Djungelboken
- 1995 – I skräckens skugga
- 1995 – Kungen & älskarinnan
- 1996 – Children of the Revolution
- 1996 – Med kallt blod (TV-serie)
- 1997 – Snövit: En skräcksaga
- 1997 – Event Horizon
- 1998 – Merlin
- 1998 – Mannen som kunde tala med hästar
- 1998 – Sweet Revenge
- 1999 – 200-årsmannen
- 2000 – The Dish
- 2001 – Jurassic Park III
- 2002 – Doktor Zjivago (TV-serie)
- 2003 – Perfect Strangers
- 2004 – Wimbledon
- 2005 – Gallipoli (berättare)
- 2006 – Merlin's Return
- 2007 – The Tudors (TV-serie), som Thomas Wolsey
- 2008–2010 – Crusoe (TV-serie)
- 2009 – Daybreakers
- 2010 – Legenden om ugglornas rike (röst)
- 2011 – The Hunter
- 2012 – Alcatraz (TV-serie)
- 2012 – Älska mig igen
- 2013 – Escape Plan
- 2013 – The Adventurer: The Curse of the Midas Box
- 2014 – United Passions
- 2014 – A Long Way Down
- 2015 – Dottern
- 2015 – Och så var de bara en (miniserie)
- 2016 – Hunt for the Wilderpeople
- 2017 – Thor: Ragnarök (cameo)
- 2018 – Pelle Kanin (röst)
- 2018 – The Commuter
- 2021 – Pelle Kanin 2 – På rymmen (röst)
- 2022 – Jurassic World Dominion
- 2022 – Thor: Love and Thunder
- 2025 – Untamed (TV-serie)